# Tricholabus toluca
Tricholabus toluca är en stekelart som först beskrevs av Cresson 1868.  Tricholabus toluca ingår i släktet Tricholabus och familjen brokparasitsteklar. Inga underarter finns listade i Catalogue of Life.